# Provincia de Valverde
Valverde es una de las 32 provincias de la República Dominicana. Localizada al Noroeste, pertenece a la Región Noroeste o Cibao occidental. Fue creada al dividirse la provincia de Santiago en 1959, dándole este nombre en honor del que fuera presidente de la República, el general don José Desiderio Valverde.
Limita al norte con la provincia de  Puerto Plata, al este y sur con la provincia de Santiago y al oeste con las provincias de Montecristi y Santiago Rodríguez (al suroeste). 
Valverde es llamada "La ciudad de los bellos atardeceres", con la puesta de sol más hermosa en el país.

## Historia de la provincia
El territorio de la actual provincia Valverde, al menos en su parte noroccidental, fue una de las primeras regiones no costeras exploradas por los europeos. Esto se debió a su cercanía con La Isabela, la primera ciudad fundada en la isla, y a la presencia de un paso accesible a través de la cordillera Septentrional, al que Cristóbal Colón nombró como el "Puerto" o "Paso de los Hidalgos". Incluso, Colón construyó en la zona el Fuerte Esperanza, una fortificación de corta duración que no guarda relación con el actual poblado de Esperanza. Este fuerte se encontraba a orillas del río Yaque del Norte.
A pesar de estas exploraciones tempranas, la aridez del terreno impidió el establecimiento de asentamientos permanentes, y el territorio permaneció escasamente habitado durante la época colonial. Solo algunos hatos aislados —extensas estancias dedicadas a la cría de ganado vacuno— se establecieron en la zona. Durante el siglo XVII, la población aumentó ligeramente con la llegada de personas desalojadas de Monte Cristi y Bayajá tras las "Devastaciones de Osorio", quienes prefirieron quedarse en esta área por su proximidad a sus lugares de origen. Sin embargo, la región continuó siendo poco habitada.
Otro factor que influyó en la baja densidad poblacional fue su ubicación estratégica entre la frontera con la colonia francesa de Saint-Domingue (posteriormente, la República de Haití) y la ciudad de Santiago de los Caballeros. Las tropas francesas y haitianas cruzaban el territorio, especialmente su parte norte, cuando se dirigían a combatir en Santiago.
No fue sino hasta después de la Restauración de la República, cuando cesaron los conflictos con Haití, que comenzaron a desarrollarse poblados de importancia, especialmente Mao.
En 1918, el ingeniero belga Luis L. Bogaert ("Monsieur Bogart"), residente en el país, construyó el primer canal de riego de la nación, lo que permitió la irrigación de tierras y el inicio del cultivo de arroz. Este hecho transformó la región y, con el tiempo, convirtió a la provincia en una de las principales productoras de arroz del país.
La provincia Valverde fue creada el 27 de marzo de 1958 mediante la Ley n.º 4882, separándose de las provincias de Santiago y Monte Cristi (incluyendo el territorio de Laguna Salada). En un principio, estuvo conformada por los municipios de Valverde (hoy Mao) y Esperanza, además del distrito municipal de Laguna Salada, dependiente de Esperanza. Posteriormente, el 12 de mayo de 1967, la Ley n.º 148 restituyó el nombre de Mao al municipio cabecera, mientras que el nombre Valverde se mantuvo para la provincia.
A finales de la década de 1950, la instalación del ingenio azucarero Esperanza atrajo una gran cantidad de inmigrantes al municipio, lo que incrementó significativamente la población de la provincia.
Valverde es tierra hidalga, cuna de hombres ilustres que participaron en la Guerra de Independencia de 1844 y en las luchas por defenderla. En marzo de ese mismo año, se reorganizó el batallón “Entre Ríos”, comandado por el general Francisco Antonio Salcedo (conocido como Tito), con la misión de impedir que las tropas enemigas cruzaran la parte norte en su intento por tomar Santiago.
Asimismo, Valverde es la tierra natal del general José Desiderio Valverde, quien ocupó la presidencia de la República entre julio de 1857 y agosto de 1858, y en cuyo honor la provincia lleva su nombre.

## Economía
El principal sostén económico de esta provincia es la agricultura, destacándose el cultivo de arroz y frutos menores. También se destaca la ganadería y por último las Industrias manufactureras concentradas en Zonas Francas que aportan al menos un 10% del total de empleos.
En los últimos años las compañías bananeras están exportando el banano para el exterior. Esta exportación ha proporcionado empleos para habitantes de dicha provincia y municipios que lo conforman, fortaleciendo su economía.

## Municipalidades
La provincia Valverde tiene una superficie total de 823,38 km². Está dividida en tres municipios y diez distritos municipales.
Los municipios son:
- Mao, municipio cabecera
- Esperanza
- Laguna Salada

Los distritos municipales son:
- Ámina
- Boca de Mao
- Cruce de Guayacanes
- Guatapanal
- Jaibón
- Jaibón-Pueblo Nuevo
- Jicomé
- La Caya
- Maizal
- Paradero

## Características Geográficas
Es una de las provincias más pequeñas del país y ocupa el lugar 28 en cuanto a superficie con 1.7% del territorio nacional, ya que tiene una superficie de tan solo 809.91 kilómetros cuadrados.
Límites: Limita al norte con la provincia Puerto Plata, al este y sur con la provincia Santiago y al oeste con las provincias Monte Cristi y Santiago Rodríguez (al suroeste).
Región: Cibao Noroeste. La provincia de Valverde se encuentra en el Valle Occidental del Cibao, una región comúnmente conocida como la "Línea Noroeste". En la parte norte de la provincia se extiende la Cordillera Septentrional, también llamada sierra de Montecristi, que marca el límite con la provincia de Puerto Plata. Dentro de esta cadena montañosa, al norte de la población de Esperanza, se encuentra el pico Murazo o Jicomé, que con una altitud de 1,020 metros es el punto más alto de la provincia. Esta montaña forma parte del límite con Puerto Plata.
En la parte sur de la provincia se encuentran algunas estribaciones de la Cordillera Central, aunque en este territorio no presentan elevaciones significativas. Justo al sur de la ciudad de Mao se localiza la sierra de Zamba, una cadena de colinas de baja altitud que corre paralela al río Yaque del Norte.
El principal río de la provincia es el Yaque del Norte, que recorre 35 km dentro de Valverde, atravesándola de sureste a noroeste. Otro río importante es el Mao, con un trayecto de 15 km en la provincia. También destacan algunos afluentes del Yaque del Norte, como el río Ámina, con 11 km en la provincia, y el río Gurabo, con 16 km, que en parte sirve como límite con la provincia de Santiago Rodríguez.
El clima predominante en la mayor parte del territorio es seco y cálido, con dos temporadas de lluvia al año, siendo el invierno más seco que el verano. En la zona noroeste de Mao, la temperatura promedio anual es de 27.3 °C. La vegetación predominante en la provincia, salvo en las montañas de la Cordillera Septentrional, corresponde al bosque seco.
Valverde es una de las 31 provincias de la República Dominicana. Fue creada en 1959 tras la división de la provincia de Santiago y recibió su nombre en honor al presidente de la época, José Desiderio Valverde. Limita al norte con la provincia de Puerto Plata y al sureste con la de Santiago.

## Educación
Valverde, en sus municipios Mao, Esperanza y Laguna Salada, cuenta con varias instituciones educativas: 
Mao: 
Distrito Educativo 09-01, Director Aristides Ventura.
Esperanza:
Distrito Educativo 09-02, Director Eduar Domingo Espinal Santos. 
Laguna Salada:
Distrito Educativo 09-05, Director Carlos Juan Duran. 
Universidades de la provincia
- Universidad Autónoma de Santo Domingo UASD
- Universidad Tecnológica de Santiago UTESA

Educación media
- Liceo Prof. Juan de Jesús Reyes Aranda construido en 1968.

## Flora
Diferentes árboles nativos conforman la flora de esta provincia. Entre los más importantes destacan el grayumbo, guatapanal, fríjol, bayahonda, acacia, Saman, baguásima, laurel, y otras maderas como caoba, roble y cedro,

## Fauna
Hay una gran variedad de animales que se pueden encontrar en Valverde, pero los principales son la cigua palmera (el ave nacional), madan sagá, garcilan, gallineta, gallareta, tórtola, pájaro carpintero, lagarto, culebra, ganado vacuno, caprino y porcino, sapo bogaert, entre otros.